# Hugo Gunckel Lüer
Hugo Gunckel Lüer, čilenski univerzitetni profesor, farmacevt in botanik, * 1901, Valdivia, † 1997, Santiago de Chile.

## Dela
1. Praprotnice : »Helechos de Chile« Monografías Anexos de los Anales de la Universidad de Chile, 245 pp.
2. »Bibliografía Moliniana« Fondo Andrés Bello, 166 pp.